# Municipio de Lenox (Míchigan)
El municipio de Lenox (en inglés: Lenox Township) es un municipio ubicado en el condado de Macomb en el estado estadounidense de Míchigan. En el año 2010 tenía una población de 10470 habitantes y una densidad poblacional de 103,85 personas por km².

## Geografía
El municipio de Lenox se encuentra ubicado en las coordenadas 42°45′38″N 82°47′54″O / 42.76056, -82.79833. Según la Oficina del Censo de los Estados Unidos, el municipio tiene una superficie total de 100.82 km², de la cual 100.25 km² corresponden a tierra firme y (0.57%) 0.57 km² es agua.

## Demografía
Según el censo de 2010, había 10470 personas residiendo en el municipio de Lenox. La densidad de población era de 103,85 hab./km². De los 10470 habitantes, el municipio de Lenox estaba compuesto por el 80.98% blancos, el 14.53% eran afroamericanos, el 0.54% eran amerindios, el 0.49% eran asiáticos, el 0.03% eran isleños del Pacífico, el 0.79% eran de otras razas y el 2.64% pertenecían a dos o más razas. Del total de la población el 3.8% eran hispanos o latinos de cualquier raza.